# Niaqornat
Niaqornat (Niaĸornat avant 1973) est un village groenlandais situé dans la municipalité d'Avannaata près d'Uummannaq à l'ouest du Groenland. La population était de 41 habitants en 2019.

## Activité économique
Le village est approvisionné par bateau et reçoit des croisiéristes. 
Il possède (en 2011) une usine de traitement des produits de la pêche. Après avoir été fermée par Royal Greenland, elle a été rachetée et est à présent gérée par KNT, une coopérative d'habitants.